# Josimar Atoche
Josimar Jair Atoche Bances (Callao, 29 settembre 1989) è un calciatore peruviano, centrocampista svincolato.

## Carriera

### Club
Ha giocato nella massima serie peruviana e in quella polacca.

### Nazionale
Nel 2014 ha esordito in nazionale.

## Statistiche

### Presenze e reti nei club
Statistiche aggiornate al 31 gennaio 2022.
| Stagione        | Squadra           | Campionato      | Campionato | Campionato | Coppe nazionali | Coppe nazionali | Coppe nazionali | Coppe continentali | Coppe continentali | Coppe continentali | Altre coppe | Altre coppe | Altre coppe | Totale | Totale |
| Stagione        | Squadra           | Comp            | Pres       | Reti       | Comp            | Pres            | Reti            | Comp               | Pres               | Reti               | Comp        | Pres        | Reti        | Pres   | Reti   |
| --------------- | ----------------- | --------------- | ---------- | ---------- | --------------- | --------------- | --------------- | ------------------ | ------------------ | ------------------ | ----------- | ----------- | ----------- | ------ | ------ |
| 2010            | Alianza Atlético  | CD              | 40         | 0          |                 | -               | -               |                    | -                  | -                  |             | -           | -           | 40     | 0      |
| 2011            | Alianza Atlético  | CD              | 25         | 0          |                 | -               | -               |                    | -                  | -                  |             | -           | -           | 25     | 0      |
| 2012            | José Gálvez       | CD              | 36         | 1          |                 | -               | -               |                    | -                  | -                  |             | -           | -           | 36     | 1      |
| 2013            | Juan Aurich       | CD              | 26         | 0          |                 | -               | -               | CS                 | 2                  | 0                  |             | -           | -           | 28     | 0      |
| 2014            | Alianza Atlético  | CD              | 22         | 0          |                 | -               | -               | CS                 | 1                  | 0                  |             | -           | -           | 23     | 0      |
| 2015            | Alianza Atlético  | CD              | 25         | 1          |                 | -               | -               | CL                 | 0                  | 0                  |             | -           | -           | 25     | 1      |
| 2016            | Alianza Atlético  | CD              | 35         | 0          |                 | -               | -               |                    | -                  | -                  |             | -           | -           | 35     | 0      |
| feb.-giu. 2017  | Górnik Łęczna     | EK              | 9          | 0          |                 | -               | -               |                    | -                  | -                  |             | -           | -           | 9      | 0      |
| 2017            | Ayacucho          | CD              | 13         | 0          |                 | -               | -               |                    | -                  | -                  |             | -           | -           | 13     | 0      |
| 2018            | Academia Cantolao | CD              | 14         | 1          |                 | -               | -               |                    | -                  | -                  |             | -           | -           | 14     | 1      |
| 2019            | Academia Cantolao | L1              | 20         | 2          |                 | -               | -               |                    | -                  | -                  |             | -           | -           | 20     | 2      |
| 2020            | Cusco             | L1              | 21         | 0          |                 | -               | -               | CS                 | 0                  | 0                  |             | -           | -           | 21     | 0      |
| 2021            | Carlos Stein      | L2              | 20         | 3          |                 | -               | -               |                    | -                  | -                  |             | -           | -           | 20     | 3      |
| Totale carriera | Totale carriera   | Totale carriera | 307        | 8          |                 | -               | -               |                    | 3                  | 0                  |             | -           | -           | 310    | 8      |

### Cronologia presenze e reti in nazionale
| Cronologia completa delle presenze e delle reti in nazionale ― Perù | Cronologia completa delle presenze e delle reti in nazionale ― Perù | Cronologia completa delle presenze e delle reti in nazionale ― Perù | Cronologia completa delle presenze e delle reti in nazionale ― Perù | Cronologia completa delle presenze e delle reti in nazionale ― Perù | Cronologia completa delle presenze e delle reti in nazionale ― Perù | Cronologia completa delle presenze e delle reti in nazionale ― Perù | Cronologia completa delle presenze e delle reti in nazionale ― Perù |
| Data                                                                | Città                                                               | In casa                                                             | Risultato                                                           | Ospiti                                                              | Competizione                                                        | Reti                                                                | Note                                                                |
| ------------------------------------------------------------------- | ------------------------------------------------------------------- | ------------------------------------------------------------------- | ------------------------------------------------------------------- | ------------------------------------------------------------------- | ------------------------------------------------------------------- | ------------------------------------------------------------------- | ------------------------------------------------------------------- |
| 10-10-2014                                                          | Valparaíso                                                          | Cile                                                                | 3 – 0                                                               | Perù                                                                | Amichevole                                                          | -                                                                   | 74’                                                                 |
| 14-10-2014                                                          | Lima                                                                | Perù                                                                | 1 – 0                                                               | Guatemala                                                           | Amichevole                                                          | -                                                                   | 85’                                                                 |
| 14-11-2014                                                          | Luque                                                               | Paraguay                                                            | 2 – 1                                                               | Perù                                                                | Amichevole                                                          | -                                                                   | 67’                                                                 |
| 18-11-2014                                                          | Lima                                                                | Perù                                                                | 2 – 1                                                               | Paraguay                                                            | Amichevole                                                          | -                                                                   | 72’                                                                 |
| Totale                                                              |                                                                     | Presenze                                                            | 4                                                                   |                                                                     | Reti                                                                | 0                                                                   |                                                                     |